# Rhinanthus illyricus
Rhinanthus illyricus är en snyltrotsväxtart som först beskrevs av Günther von Mannagetta und Lërchenau Beck och Jakob von Sterneck, och fick sitt nu gällande namn av Soó. Rhinanthus illyricus ingår i släktet skallror, och familjen snyltrotsväxter. Inga underarter finns listade i Catalogue of Life.